# Hans Namuth
Hans Namuth (Essen, 17 marzo 1915 – East Hampton, 13 ottobre 1990) è stato un fotografo e filmmaker statunitense di origini tedesche.
Ritrasse molti artisti e altre personalità. La sua serie di foto di Jackson Pollock, un pittore dell'espressionismo astratto, divenne particolarmente celebre.

## Vita e opere
Hans Heinz Oskar Adolf Rudolf Namuth, figlio di Adolf Namuth e sua moglie Anna Weisskirch, frequentò dal 1925 al 1931 la scuola media unificata nella sua città natale che abbandonò dopo essere stato bocciato. Lavorò come libraio e si iscrisse al movimento giovanile tedesco Wandervogel. Allora il suo più grande sogno era quello di diventare regista teatrale. Nel 1933, al tempo del nazionalsocialismo, finì in prigione a causa della distribuzione di volantini rivolti contro Adolf Hitler. Il padre, membro delle Sturmabteilung, gli procurò il passaporto e un biglietto per Parigi dopo il suo rilascio.
A Parigi si guadagnò da vivere attraverso piccole attività retribuite. Lì fece amicizia con il fotografo tedesco Georg Reisner che nel 1935 lo aveva invitato a Maiorca nel suo studio fotografico per una collaborazione. Questa introduzione nella fotografia influenzò la sua vita. Nel novembre dello stesso anno tornarono entrambi a Parigi. Nel luglio del 1936 lavorarono a Barcellona per la rivista francese Vu nei successivi nove mesi durante la guerra civile spagnola e produssero foto drammatiche che vennero pubblicate nei principali giornali e riviste europei.
Dalla primavera del 1937 all'autunno del 1939 Namuth e Reisner proseguirono il loro lavoro fotografico a Parigi fino a che non vennero internati dopo l'occupazione della Francia con il governo di Vichy. Dopo poco tempo, nell'ottobre del 1940 fu allontanato nella Legione straniera francese, fuggì a Marsiglia ed emigrò nell'aprile 1941 a New York con l'aiuto di Varian Fry, il capo degli Emergency Rescue Committee. Nel 1943 si unì all'Esercito degli Stati Uniti d'America e venne impiegato come traduttore. Nello stesso anno sposò Carmen Herrera, una guatemalteca in Francia. Emigrarono poi dal fotografo tedesco Josef Breitenbach e più tardi, nel 1949, da Alexei Brodowitsch. Diventato direttore della New School perfezionò la sua formazione fotografica.
Nell'estate del 1950 chiese a Jackson Pollock, il quale era diventato famoso grazie ad esposizione alla galleria Art of This Century di Peggy Guggenheim, se potesse fotografarlo mentre dipingeva. Pollock acconsentì e quello stesso anno vennero generate circa 200 foto che lo ritraevabo al lavoro su One: Number 31 e Autumn Rhythm, Number 30. Namuth incrementò ulteriormente la nomea di Pollock come artista attraverso le sue fotografie e due film, a sua volta Jackson Pollock rese celebre Namuth. Harold Rosenberg coniò il termine action painting dalle foto che ritraevano l'artista in diverse posizioni sulla tela.
Aleksej Česlavovič Brodovič, il promotore di Namuths, direttore artistico di Harper's Bazaar e colui che aveva reso noto Pollock, pubblicò la serie di foto nella primavera del 1951. Fino ai primi anni sessanta Namuth fotografò ulteriori artisti dell'espressionismo astratto e della New York School come Willem de Kooning, Robert Motherwell, Barnett Newman, Clyfford Still e Mark Rothko. In celebri riviste apparvero anche ritratti fotografici di personalità come Walter Gropius, Ludwig Mies van der Rohe, Frank Lloyd Wright, John O'Hara, Edward Albee e altri. Tra il 1979 e marzo 1983 Namuth creò 19 copertine per Art News, con ritratti di Jasper Johns, Louise Nevelson, Jim Dine e non solo. Dopo di che seguirono fino alla sua morte più di 100 lavori per la pubblicazione francese Connaissance des Arts, che ad esempio mostrò fotografie di Philip Johnson, Isamu Noguchi e George Segal.
Namuth non creò solo ritratti di personalità conosciute per riviste come Life, Harper’s Bazaar e Time, ma intraprese più viaggi verso il Guatemala nel corso di molti anni per registrazioni fotografiche della popolazione che vennero pubblicate nel libro del 1989 Los Todos Santeros.
Insieme con Paul Falkenberg girò i film Jackson Pollock (1951), Willem de Kooning, the Painter (1964), Josef Albers: Homage to the Square (1969), Louis H. Kahn, Architect (1974) e Alfred Stieglitz, Photographer (1982).
Hans Namuth morì nel 1990 in seguito ad un incidente stradale in cui la sua auto si scontrò con un altro veicolo nel viaggio di ritorno dalla rappresentazione del suo ultimo film Jasper Johns: Take an Object al Guild Hall Museum ad East Hampton.

## Letteratura
- Carolyn Kinder Carr: Hans Namuth Portraits. Smithsonian Institution Scholarly Press, 1999, ISBN 1-56098-809-6
- Klaus Honnef, Frank Weyers: Und sie haben Deutschland verlassen müssen. Fotografen und ihre Bilder 1928–1997. Rheinisches Landesmuseum, Bonn 1997, ISBN 3-932584-02-3
- Kristina Lowis, Moritz Wullen (Hrsg.): Unsterblich! Das Foto des Künstlers, ritratti di artisti di Hans Namuth, Lothar Wolleh, Angelika Platen, Andrea Stappert. Museo statale di Berlino, 2008, ISBN 978-3-88609-656-5
- (DE) Franz Menges, Namuth, Hans, in Neue Deutsche Biographie, vol. 18, Berlin, Duncker & Humblot, 1997, ISBN 3-428-00199-0,  pp. 727  s. (online). (NDB). Band 18, Duncker & Humblot, Berlino 1997, ISBN 3-428-00199-0, S. 727 f. (Digitalisat).
- Hans Namuth: Los Todos Santeros, Dirk Nishen Publishing, Londra 1989, ISBN 1-85378-008-1